# Vítimas do Dia
Vítimas do Dia é um filme brasileiro de 2025 do gênero drama dirigido por Bruno Safadi e roteirizado por Dino Cantelli. Produzido pelos Estúdios Globo em parceria com o Globoplay, o filme foi lançado em 11 de janeiro de 2025 no streaming.
Estrelado por Amaury Lorenzo, Jéssica Ellen, Gi Fernandes e Belize Pombal, é o terceiro filme que recebe o selo de  Exclusivo Globoplay.

## Sinopse
Daiane (Jéssica Ellen) e Elder (Amaury Lorenzo) esperam ansiosos o nascimento de seu primeiro filho, Davi. Na reta final da gravidez, Daiane pede que o marido vá ao mercado comprar uma fruta. Enquanto está na fila do caixa, Elder é atingido por uma bala perdida durante um tiroteio nas proximidades. Daiane, ao descobrir o ocorrido por meio de um vídeo enviado em seu celular, entra em pânico e, abalada, entra em trabalho de parto. Agora, ela precisa lidar com a iminente chegada do filho, enquanto Elder luta pela própria vida, gerando uma intensa corrida contra o tempo.

## Elenco
- Amaury Lorenzo como Elder
- Jéssica Ellen como Daiane
- Belize Pombal como Paula
- Gi Fernandes como Jaqueline
- Marina Provenzzano como Margarete
- Guilherme Piva como Olívio
- João Camargo como Rogério (Gero)
- Bete Mendes como Elizabete
- Pablo Sanábio
- João Pedro Zappa como Marlon
- Grace Passô como Gleice
- Aretha Sadick como Sinára
- Luiza Kosovski como Marcela
- Marcos de Andrade como Pio